# Piastra di agar

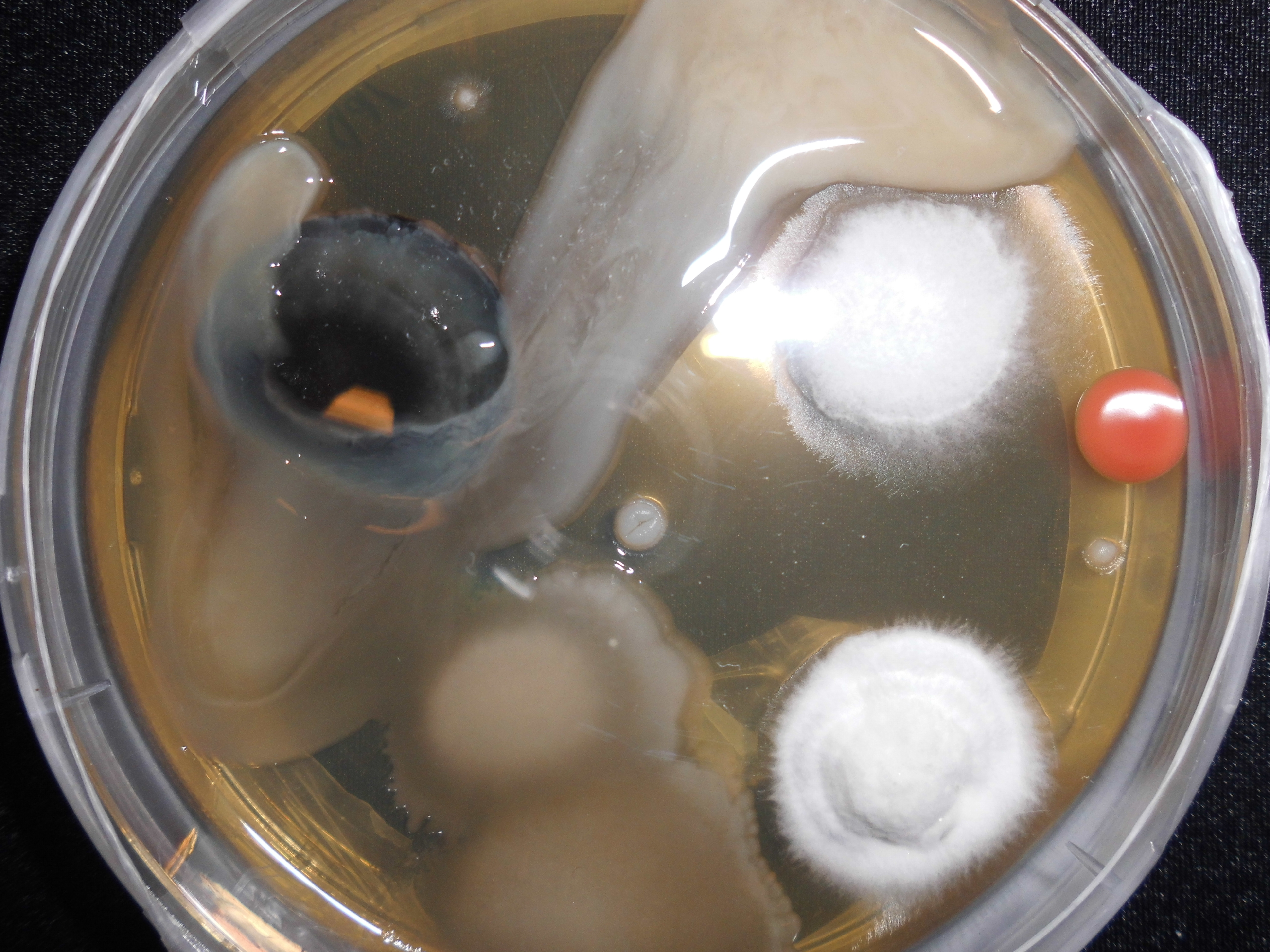
Contaminazione su una piastra di agar

Una piastra di agar è una Piastra di Petri che contiene l'agar come terreno di coltura solido più nutriente, utilizzato per la coltura di microrganismi. A volte vengono aggiunti composti selettivi, per influenzare la crescita, come gli antibiotici.

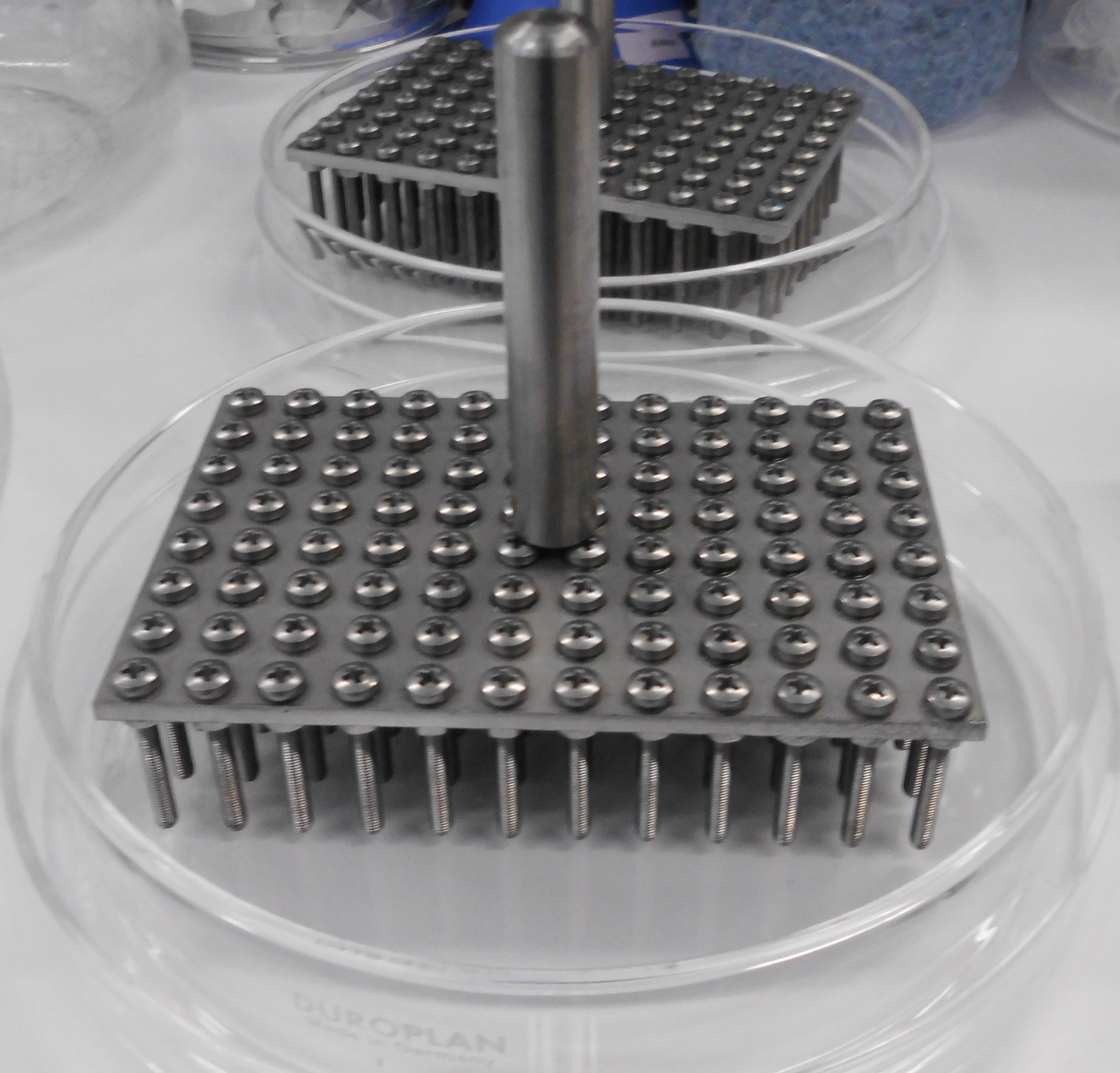
96 aghi utilizzati per eseguire analisi spot con lieviti, cellule fungine o batteriche.

I singoli microrganismi posti sulla piastra cresceranno in singole colonie, ognuna clone geneticamente identico al singolo organismo antenato (ad eccezione del basso, inevitabile tasso di mutazione). Pertanto, la piastra può essere utilizzata per stimare la concentrazione di organismi in una coltura liquida o per un'adeguata diluizione di tale cultura usando un contatore di colonie o per generare colture geneticamente pure da una coltura mista di organismi geneticamente diversi.
Sono disponibili diversi metodi per placcare le celle. Una tecnica è nota come "striatura". In questa tecnica, una goccia della coltura all'estremità di un sottile filo sterile, a volte noto come inoculatore, viene strisciata sulla superficie dell'agar lasciando aderire gli organismi, un numero più elevato all'inizio della striscia e un numero inferiore alla fine. Ad un certo punto, nel caso di una "striscia" ben preparata, il numero di organismi depositati sarà tale che cresceranno colonie individuali distinte, in quell'area, che possono essere rimosse per ulteriore coltura, usando un altro anello sterile. È fondamentale lavorare in ambiente sterile per prevenire la contaminazione delle piastre.
Un altro modo di placcare gli organismi, accanto alla striatura, è l'analisi spot. Questo tipo di analisi viene spesso utilizzata per verificare la vitalità delle cellule ed eseguita con pinner (aghi spesso chiamati anche frogger). Una terza tecnica utilizzata è l'uso di perline di vetro sterili per placcare le cellule. In questa tecnica le cellule vengono coltivate in una coltura liquida di cui viene pipettato un piccolo volume sulla piastra di agar e quindi distribuito con le perline. La placcatura di replica è un'altra tecnica per placcare le cellule su piastre di agar. Queste quattro tecniche sono le più comuni, ma ce ne sono anche altre. È fondamentale lavorare in modo sterile per prevenire la contaminazione delle piastre di agar. La placcatura viene quindi spesso eseguita in una cappa a flusso laminare o sul banco di lavoro accanto a un becco di Bunsen.

## Storia
Nel 1881, Fanny Hesse, che lavorava come tecnico per suo marito Walther Hesse nel laboratorio di Robert Koch, suggerì l'agar come efficace agente di presa, poiché era stato un ingrediente comune nella produzione di marmellate per un certo tempo.

## Tipi

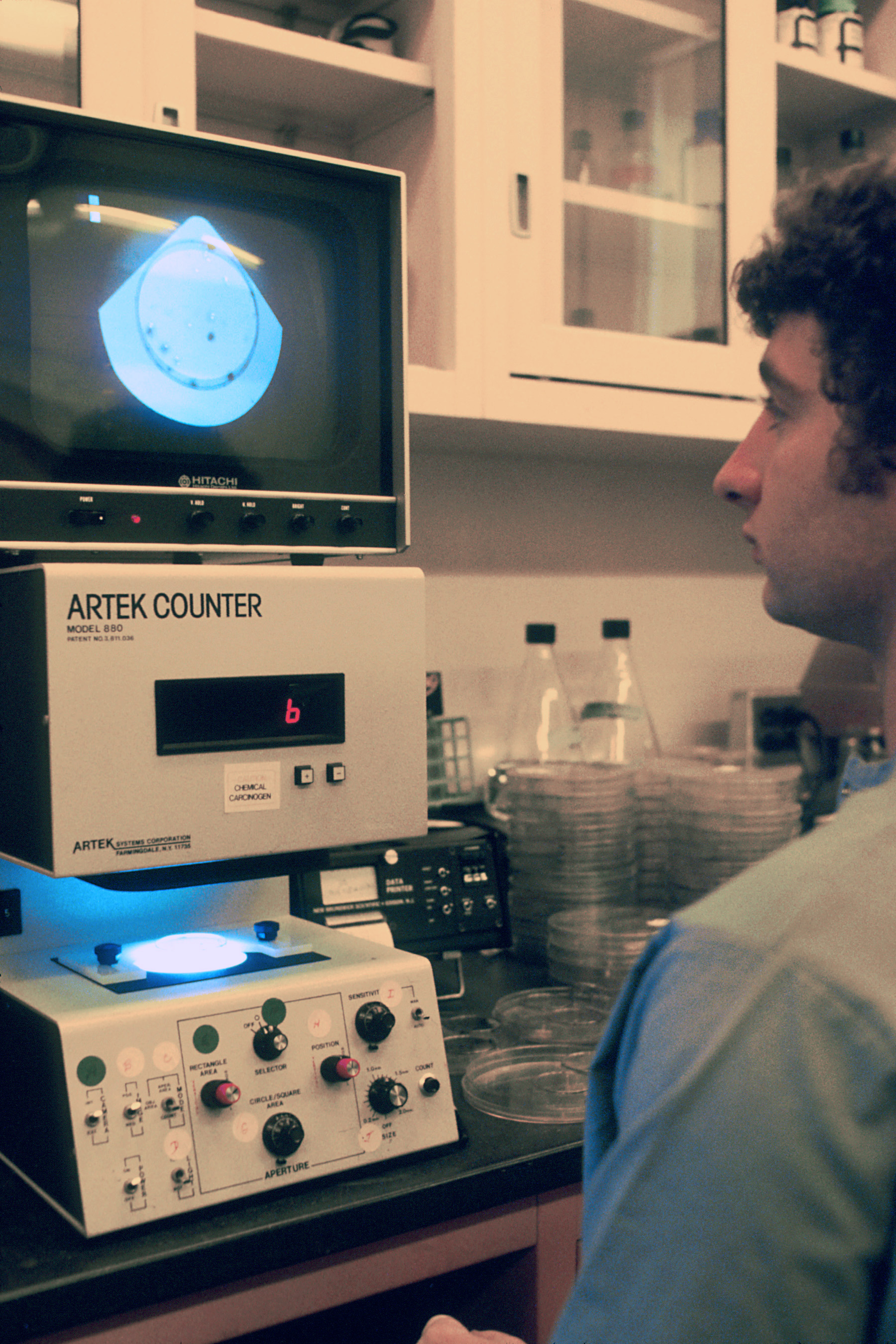
Una piastra di agar visualizzata in un contatore elettronico di colonie.

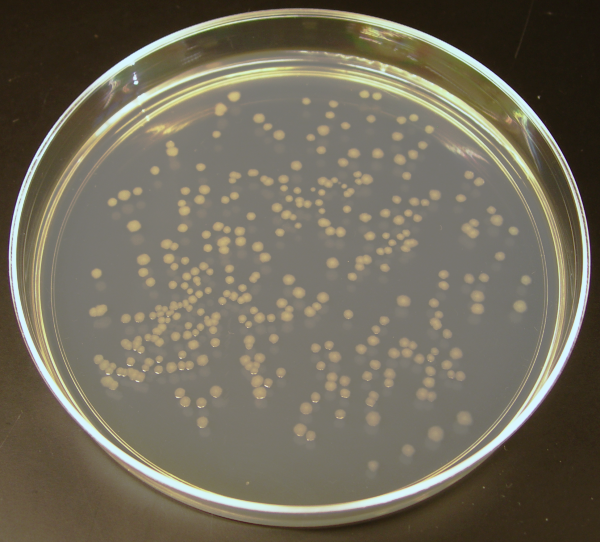
Una coltura di agar di colonie di Escherichia coli

Come altri terreni di coltura, le formulazioni di agar utilizzate nelle piastre possono essere classificate come "definite" o "non definite". Un mezzo definito viene sintetizzato dalle singole sostanze chimiche richieste dall'organismo in modo da conoscere l'esatta composizione molecolare, mentre un mezzo indefinito è costituito da prodotti naturali come l'estratto di lievito, dove la composizione precisa è sconosciuta.
Le piastre di agar possono essere formulate come permissive, con l'intento di consentire la crescita di qualunque organismo sia presente, o restrittive o selettive, con l'intenzione di consentire solo la crescita di un particolare sottoinsieme di tali organismi. Ciò può assumere la forma di un fabbisogno nutrizionale, ad esempio fornendo un particolare composto come il lattosio come unica fonte di carbonio e selezionando quindi solo organismi in grado di metabolizzare quel composto, o includendo un particolare antibiotico o altra sostanza per selezionare solo organismi che sono resistenti a quella sostanza. Ciò si correla, in una certa misura, con mezzi definiti e non definiti. I mezzi non definiti, realizzati con prodotti naturali e contenenti una combinazione sconosciuta di moltissime molecole organiche, sono in genere più permissivi in termini di fornitura dei bisogni di una più ampia varietà di organismi, mentre i mezzi definiti possono essere adattati con precisione per selezionare organismi con proprietà specifiche.
Le piastre di agar possono anche essere piastre di indicatore, in cui gli organismi non sono selezionati sulla base della crescita, ma sono invece distinti da un cambiamento di colore in alcune colonie, tipicamente causato dall'azione di un enzima su un composto aggiunto al terreno.
Le piastre vengono incubate per 12 ore e fino a diversi giorni a seconda del test da eseguire.
Alcuni tipi di piastre di agar comunemente usati sono: 

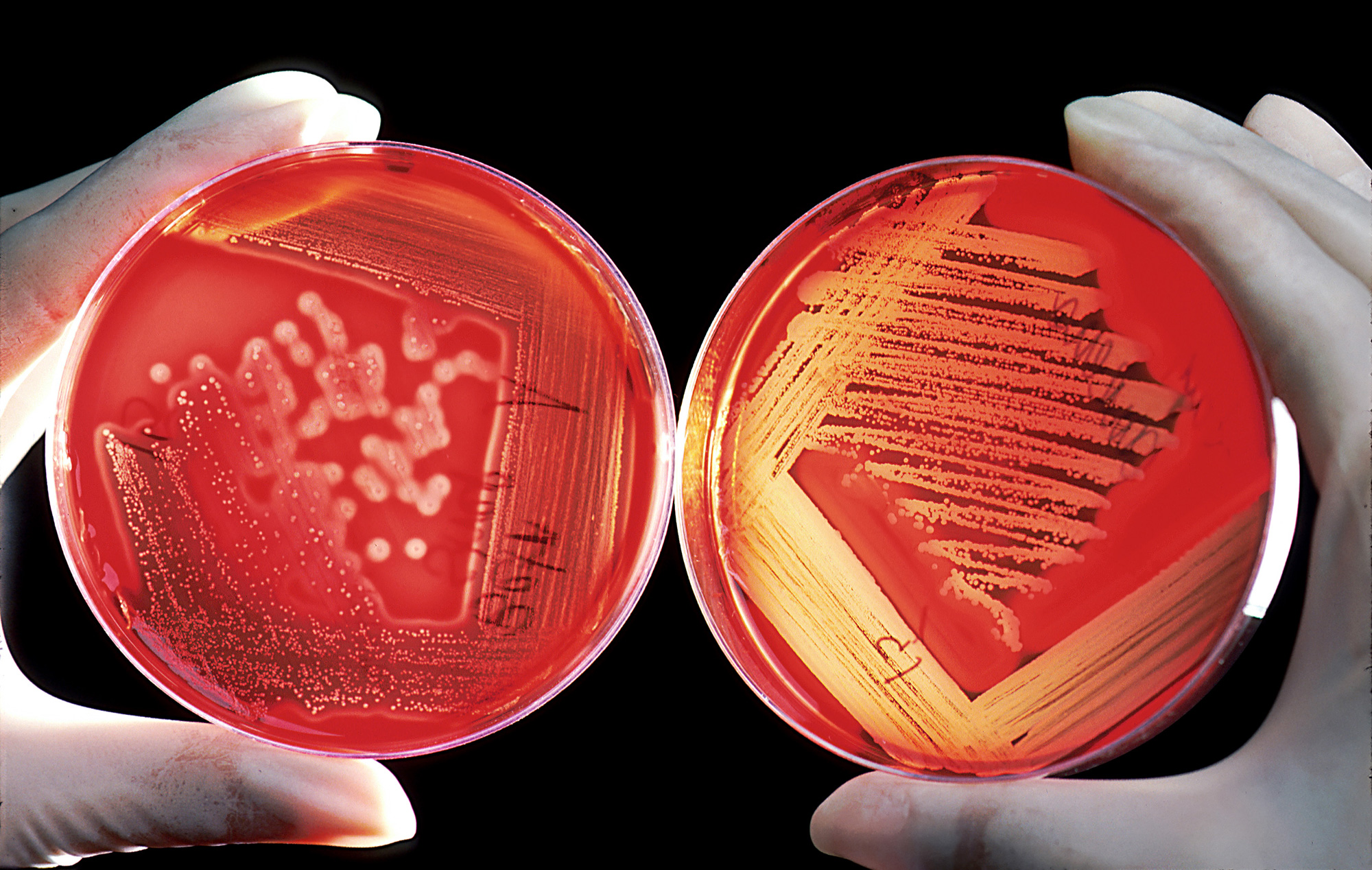
I globuli rossi su una piastra di agar vengono utilizzati per diagnosticare l'infezione. A sinistra c'è un'infezione da stafilococco positiva, a destra una coltura di streptococco positiva.

### Agar sangue

Emolisi di Streptococcus (sinistra) α-emolisi (S. mitis); β-emolisi (centro) (S. pyogenes); (a destra) γ-emolisi (= non emolitico, S. salivarius)

#### Piastra agar sangue
Le piastre agar sangue (BAP) contengono sangue di mammifero (solitamente pecora o cavallo), in genere ad una concentrazione del 5-10%. I BAP sono terreni arricchiti e differenziali utilizzati per isolare organismi esigenti e rilevare l'attività emolitica. L'attività β-emolitica mostrerà la lisi e la completa digestione dei contenuti dei globuli rossi che circondano una colonia. Gli esempi includono lo Streptococcus haemolyticus. L'α-emolisi provoca solo una lisi parziale dei globuli rossi (la membrana cellulare viene lasciata intatta) e apparirà verde o marrone, a causa della conversione dell'emoglobina in metemoglobina. Un esempio di questo sarebbe lo Streptococcus viridans. Y-emolisi (o non emolitico) è il termine riferito a una mancanza di attività emolitica. I BAP contengono anche estratto di carne, triptone, cloruro di sodio e agar.

#### Agar cioccolato
Agar cioccolato è un tipo di piastra di agar sangue in cui le cellule del sangue sono state lisate riscaldandole a 56 °C. È usata per coltivare batteri respiratori fastidiosi, come l'Haemophilus influenzae. In realtà il cioccolato non è contenuto nella piastra, è così chiamata solo per la sua colorazione.

#### Agar sangue di cavallo
L'agar sangue di cavallo è un tipo di terreno di coltura microbiologica arricchito di sangue. Essendo arricchito, consente la crescita di alcuni batteri difficili e consente l'indicazione dell'attività emolitica in queste colture batteriche.

#### Agar Thayer-Martin
L'agar Thayer-Martin è un agar cioccolato progettato per isolare la Neisseria gonorrhoeae.

#### Agar tiosolfato-citrato-bile-saccarosio
L'agar tiosolfato-citrato-sali biliari-saccarosio migliora la crescita di Vibrio, tra cui il Vibrio cholerae.

### Piastre di agar

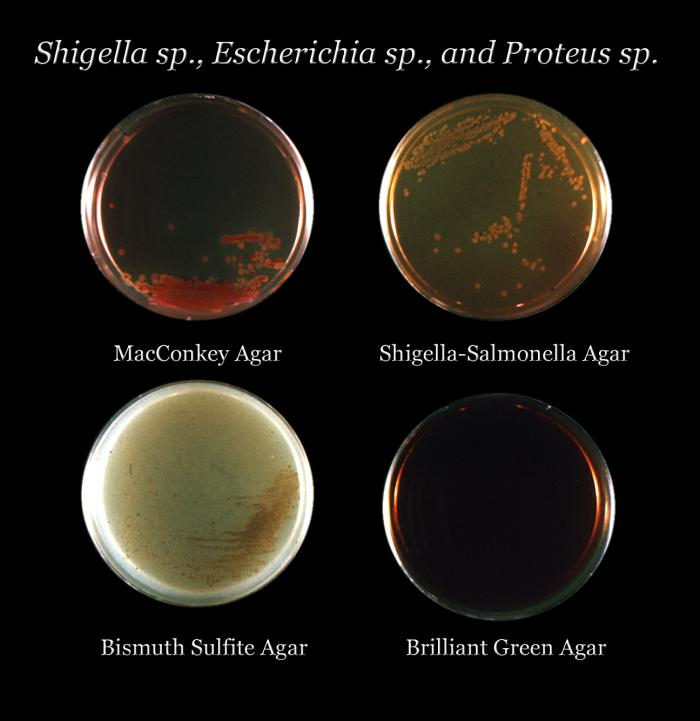
Quattro tipi di piastra di agar che dimostrano una crescita differenziale a seconda del metabolismo batterico.

- L'agar biliare esculina viene utilizzato per l'isolamento di specie Enterococcus e Streptococcus di gruppo D.
- Agar CLED - agar cisteina, lattosio, con carenza di elettroliti viene utilizzato per isolare e differenziare i batteri del tratto urinario, poiché inibisce lo sciame di specie di Proteus e può distinguere tra fermentatori del lattosio e non fermentatori.
- Il terreno di Granada viene utilizzato per isolare e differenziare Streptococco di gruppo B, Streptococcus agalactiae da campioni clinici. Cresce nel terreno di Granada quando vengono inibite le colonie rosse e la maggior parte dei batteri di accompagnamento.
- L'agar enterico Hektoen è progettato per isolare e recuperare i batteri fecali della famiglia Enterobacteriaceae. È particolarmente utile per isolare Salmonella e Shigella.
- Brodo di lisogenia
- L'Agar MacConkey è un terreno selettivo e differenziale utilizzato per differenziare i batteri Gram-negativi inibendo allo stesso tempo la crescita dei Gram-positivi. L'aggiunta di sali biliari e violetto di genziana all'agar inibisce la crescita della maggior parte dei batteri Gram-positivi, rendendo selettivo l'agar MacConkey. Il lattosio e il rosso neutro vengono aggiunti per differenziare i fermentatori del lattosio, che formano colonie rosa, dai non fermentatori che producono colonie chiare. Un mezzo alternativo, il blu di metilene eosina ha uno scopo simile.
- L'agar salato al mannitolo è anche un terreno selettivo e differenziale. Il mannitolo indica gli organismi che fermentano il mannitolo. La fermentazione del mannitolo produce acido lattico, abbassando il pH e ingiallendo la piastra. Il sale serve a selezionare le specie alofile, organismi che non sono in grado di sopportare un elevato contenuto di sale e di crescere bene.
- L'agar Mueller-Hinton contiene infuso di manzo, peptone e amido e viene utilizzato principalmente per i test di sensibilità agli antibiotici. Può essere in una forma di agar sangue.

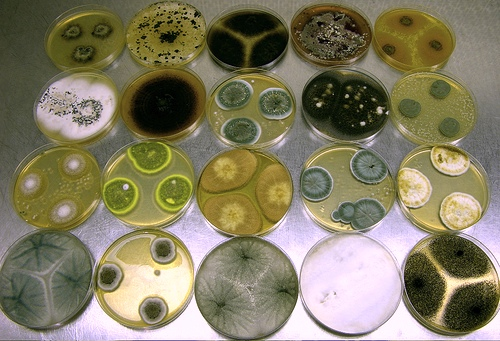
Funghi (ascomiceti) che crescono in colture axeniche, ognuna delle quali è una coltura di un organismo selezionato ed è libera da tutti gli altri organismi, consentendo lo studio dell'organismo in coltura in isolamento

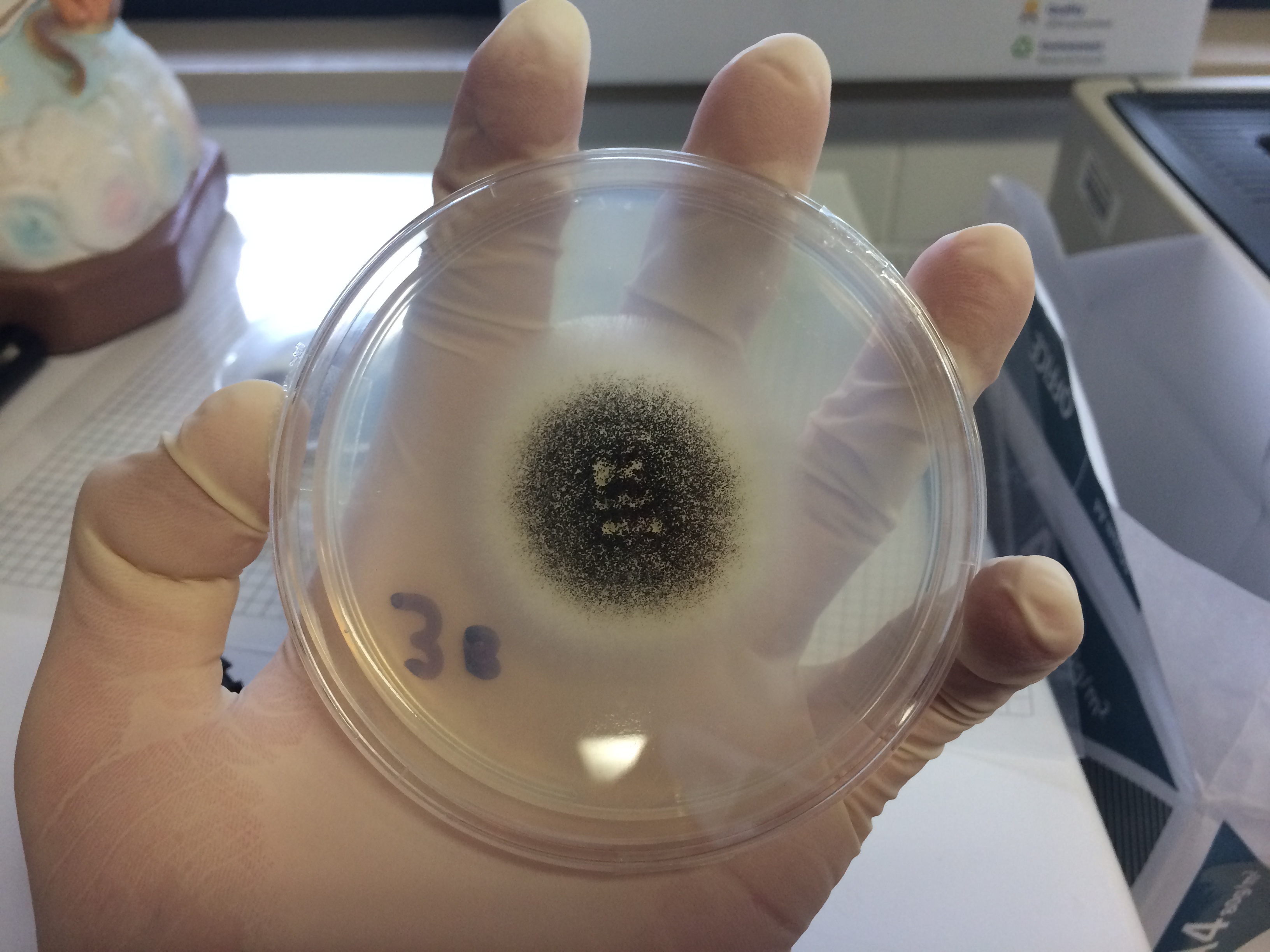
Aspergillus niger cresce in agar destrosio di patate

- L'agar nutriente viene solitamente utilizzato per la crescita di organismi non fertili e per l'osservazione della produzione di pigmenti. È sicuro da usare nei laboratori di scienze delle scuole perché non sviluppa selettivamente batteri patogeni.
- L'agar di Önöz consente una diagnosi batteriologica più rapida, in quanto le colonie di Salmonella e Shigella possono essere differenziate in modo chiaro e affidabile dalle altre Enterobatteriacee. Le rese di Salmonella dai campioni di feci ottenuti, usando questo terreno, sono superiori a quelle ottenute con agar LEIFSON o agar Salmonella – Shigella.
- L'agar con alcol feniletilico seleziona le specie di Staphylococcus mentre inibisce i bacilli Gram-negativi (ad es. Escherichia coli, Shigella, Proteus, ecc.).
- L'agar R2A, un mezzo non specifico, imita l'acqua, quindi viene utilizzato per l'analisi dell'acqua.
- L'agar di soia triptica (triptasi) (TSA) è un mezzo per uso generico prodotto dalla digestione enzimatica di farina di soia e caseina. È spesso il mezzo di base di altri tipi di agar; ad esempio, le piastre di agar sangue vengono prodotte arricchendo le piastre di TSA con sangue. Le piastre TSA supportano la crescita di molti batteri semidifficili, tra cui alcune specie di Brucella, Corynebacterium, Listeria, Neisseria e Vibrio.
- L'agar xilosio - lisina - desossicolato viene utilizzato per la coltura di campioni di feci e contiene due indicatori. È formulato per inibire i batteri Gram-positivi, mentre incoraggia la crescita di bacilli Gram-negativi. Le colonie di fermentatori al lattosio appaiono gialle. Viene anche usato per la coltura di possibili salmonelle che possono essere presenti in un campione alimentare. La maggior parte delle colonie di Salmonella produce un centro nero su di essa.
- L'agar cetrimide viene utilizzato per l'isolamento selettivo del batterio Gram-negativo Pseudomonas aeruginosa.
- L'agar di Tinsdale contiene tellurite di potassio, che può isolare Corynebacterium diphteriae.[7]

### Media fungini

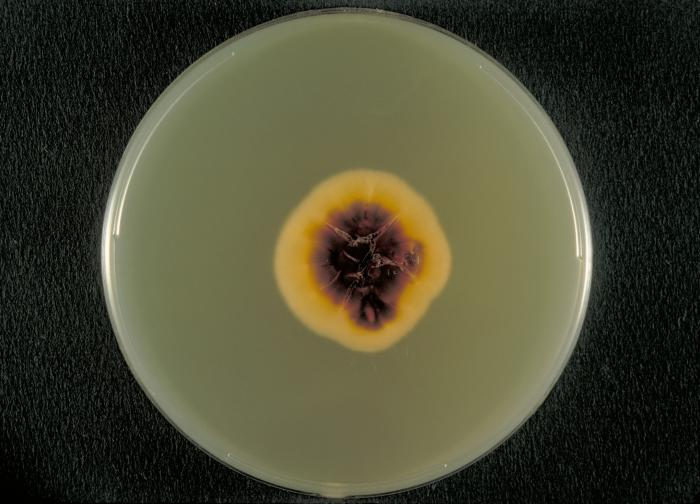
Vista dal basso di una piastra di agar Sabouraud con una colonia di Trichophyton rubrum var. rodhaini

- L'agar Sabouraud è utilizzato per la coltura di funghi e ha un pH basso che inibisce la crescita della maggior parte dei batteri; contiene anche l'antibiotico gentamicina per inibire specificamente la crescita di batteri Gram-negativi.
- L'agar infuso di fieno è specifico per la coltura di muffe di melma (che non sono funghi).
- L'agar di destrosio di patate viene utilizzato per la coltura di alcuni tipi di funghi.
- L'agar con estratto di malto ha un alto contenuto di peptone ed è acido. È utilizzato essenzialmente nell'isolamento di microrganismi fungini.

### Moss media
- L'agar di Knop viene utilizzato per la coltura coltura pura del protonema e di piante di muschio intere, come quelle di Physcomitrella patens, un organismo modello.[8]

### Lievito media
- I media YEPD sono spesso usati come media di crescita generale per lieviti come Saccharomyces cerevisiae e Candida albicans
- Il mezzo di sporulazione è un mezzo usato quando si devono formare spore. Può anche essere usato quando si lavora con funghi o batteri a seconda che il ceppo sia o meno in grado di formare spore.

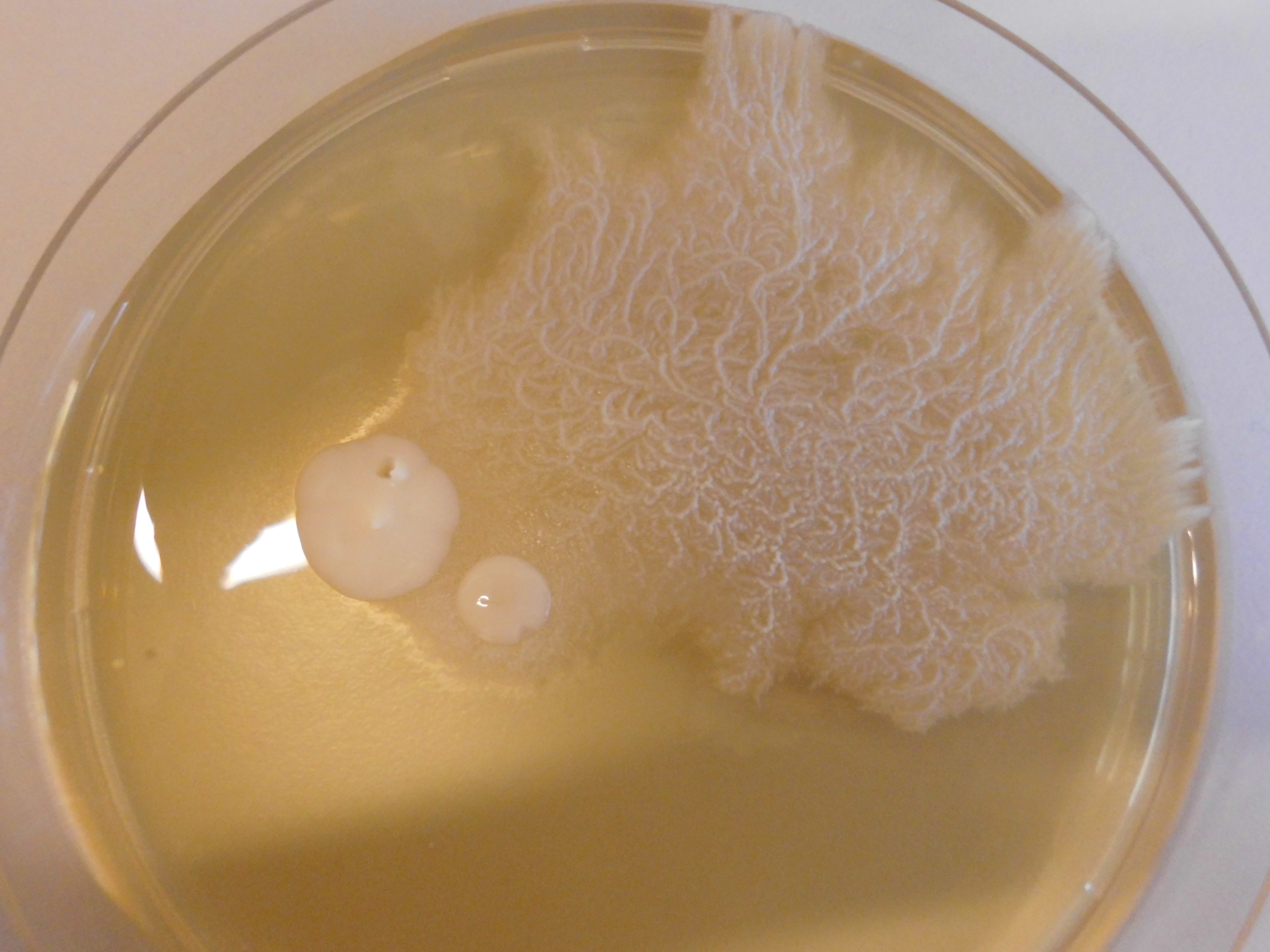
Il lievito Candida albicans cresce sia come cellule di lievito che come cellule filamentose su agar YPD